# Noelia Núñez
Noelia Núñez González (Madrid, 2 de junio de 1992) es una política española del Partido Popular.

## Biografía
Noelia Núñez se afilió al Partido Popular a los 18 años. Con 22 años ocupó su primer cargo político como concejala en el Ayuntamiento de Fuenlabrada desde 2015, ejerciendo como portavoz de su grupo municipal desde 2019.
En 2020 comenzó a presidir la sección territorial de Fuenlabrada del PP. También presidió las Nuevas Generaciones de la localidad.
Para las elecciones a la Asamblea de Madrid de 2021 fue el fichaje más joven de Isabel Díaz Ayuso en su lista para los comicios, teniendo Núñez 28 años y ocupando el 50.º lugar de la candidatura. Con los 65 escaños obtenidos por el PP madrileño tras la cita electoral, Noelia Núñez fue diputada en la Asamblea de Madrid hasta las elecciones de 2023, a las que no concurrió para presentarse en las generales del mismo año.
En las elecciones generales de julio de 2023 fue elegida diputada del Congreso de los Diputados por la provincia de Madrid. En el Congreso se destacó por hacer una oposición dura al gobierno de Pedro Sánchez como cuando recomendó a los sindicatos manifestarse ante la sede del PSOE o ante el Palacio de la Moncloa.
Noelia Núñez desempeñó el cargo de vicesecretaria de Movilización y Reto Digital del Partido Popular desde noviembre de 2023 puesto para el que fue designada por Alberto Núñez Feijóo como persona joven y con fuerza dialéctica y presencia en redes sociales.
Ha participado en programas de televisión como Todo es mentira de la cadena Cuatro manteniendo debates intensos con otros contertulios. En el Congreso polemizó con el ex ministro José Luis Ábalos quien había cuestionado sus méritos.
El 23 de julio de 2025, presentó su dimisión de todos sus cargos a raíz del escándalo suscitado por el falseamiento de su currículo académico.

### Polémica por falseamiento de su currículo académico
En julio de 2025, se detectó una incongruencia entre distintas versiones de sus supuestas titulaciones universitarias entre las páginas web del Congreso de los Diputados, del Ayuntamiento de Fuenlabrada y de la Universidad Francisco Marroquín de Guatemala. Originalmente Núñez había manifestado tener el doble grado en derecho y ciencias jurídicas de las administraciones públicas, así como una licenciatura en filología inglesa, aunque no se licenció en ninguna de ellas. El 23 de julio de 2025 presentó su renuncia al escaño de diputada en el Congreso y a los cargos en el Partido Popular.

### Actividad tras el cese de los cargos en política
Al poco de dimitir se anunció su colaboración en el programa de televisión En boca de todos que presenta Nacho Abad en la cadena Cuatro perteneciente a Mediaset España.